# Województwo zielonogórskie (1975–1998)
Województwo zielonogórskie – jedno z 49 województw istniejących w Polsce w latach 1975–1998. Siedzibą jego władz była Zielona Góra. Zlokalizowane w zachodniej części kraju, graniczyło z 5 województwami: od północy z gorzowskim, od wschodu z poznańskim i leszczyńskim, a od południa z legnickim i jeleniogórskim. Zachodnia granica województwa stanowiła granicę państwową do 3 października 1990 z Niemiecką Republiką Demokratyczną, później z Republiką Federalną Niemiec.
Według danych na 31 grudnia 1998 zajmowało obszar o powierzchni 8 868 km² (7 miejsce w Polsce), licząc 679 300 mieszkańców. W 1998 było podzielone na 50 gmin, a na jego terenie funkcjonowało 28 miast.
1 czerwca 1975 z północnej części dawnego województwa zielonogórskiego utworzono województwo gorzowskie, natomiast powiat głogowski został przyłączony do województwa legnickiego. Po reformie administracyjnej z 1998 terytorium dawnego województwa znalazło się prawie w całości w nowo utworzonym województwie lubuskim, jedynie wschodni kraniec przyłączono do województwa wielkopolskiego. Na siedzibę wojewody nowego województwa wybrano Gorzów Wielkopolski, a Zielona Góra została siedzibą urzędu marszałkowskiego.

## Największe miasta
Największe miasta województwa zielonogórskiego według stanu na 31 grudnia 1998:
1. Zielona Góra – 118 182 mieszkańców
2. Nowa Sól – 42 662 mieszkańców
3. Żary – 40 732 mieszkańców
4. Żagań – 28 170 mieszkańców
5. Świebodzin – 22 539 mieszkańców
6. Gubin – 18 893 mieszkańców
7. Sulechów – 18 250 mieszkańców
8. Lubsko – 15 511 mieszkańców
9. Wolsztyn – 13 879 mieszkańców
10. Szprotawa – 13 139 mieszkańców
11. Krosno Odrzańskie – 13 000 mieszkańców
12. Kożuchów – 9967 mieszkańców
13. Zbąszyń – 7500 mieszkańców
14. Zbąszynek – 5100 mieszkańców
15. Iłowa – 4100 mieszkańców
16. Sława – 4000 mieszkańców

## Ludność w latach 1975–1998
| Rok                    | Liczba mieszkańców |
| ---------------------- | ------------------ |
| 1975 (31 grudnia)      | 580 tys.           |
| 1976 (31 grudnia)      | 585,7 tys.         |
| 1977 (31 grudnia)      | 590,8 tys.         |
| 1978 (spis powszechny) | 596 555            |
| 1978 (31 grudnia)      | 596,9 tys.         |
| 1979 (31 grudnia)      | 603,3 tys.         |
| 1980 (31 grudnia)      | 609,2 tys.         |
| 1983 (31 grudnia)      | 631,8 tys.         |
| 1985 (31 grudnia)      | 646 tys.           |
| 1986                   | 650,4 tys.         |
| 1987                   | 654,9 tys.         |
| 1988                   | 651,4 tys.         |
| 1989 (31 grudnia)      | 657,4 tys.         |
| 1990 (30 czerwca)      | 658,7 tys.         |
| 1990 (31 grudnia)      | 660 tys.           |
| 1991 (31 grudnia)      | 662,5 tys.         |
| 1992 (31 grudnia)      | 667,2 tys.         |
| 1993 (30 czerwca)      | 668 tys.           |
| 1994 (31 grudnia)      | 672,2 tys.         |
| 1995 (30 czerwca)      | 673,1 tys.         |
| 1995 (31 grudnia)      | 674,1 tys.         |
| 1997 (31 grudnia)      | 677,8 tys.         |

## Urzędy Rejonowe
Na mocy ustawy z dnia 22 marca 1990 r. o terenowych organach rządowej administracji ogólnej (Dz.U. z 1990 r. nr 21, poz. 123), na obszarze województwa zielonogórskiego utworzono 6 rejonowych organów rządowej administracji ogólnej, zrzeszających po kilka gmin:
1. Urząd Rejonowy w Krośnie Odrzańskim dla gmin: Bobrowice, Bytnica, Cybinka, Dąbie, Gubin, Krosno Odrzańskie i Maszewo oraz miasta Gubin
2. Urząd Rejonowy w Nowej Soli dla gmin: Bytom Odrzański, Kolsko, Kożuchów, Małomice, Niegosławice, Nowa Sól, Nowe Miasteczko, Otyń, Siedlisko, Sława i Szprotawa oraz miasta Nowa Sól
3. Urząd Rejonowy w Świebodzinie dla gmin: Lubrza, Łagów, Skąpe, Szczaniec, Świebodzin i Torzym
4. Urząd Rejonowy w Wolsztynie dla gmin: Babimost, Kargowa, Siedlec, Wolsztyn, Zbąszynek i Zbąszyń
5. Urząd Rejonowy w Zielonej Górze dla gmin: Bojadła, Czerwieńsk, Nowogród Bobrzański, Sulechów, Świdnica, Trzebiechów, Zabór i Zielona Góra oraz miasta Zielona Góra
6. Urząd Rejonowy w Żarach dla gmin: Brody, Brzeźnica, Iłowa, Jasień, Lipinki Łużyckie, Lubsko, Przewóz, Trzebiel, Tuplice, Wymiarki, Żagań i Żary oraz miast: Gozdnica, Łęknica, Żagań i Żary

## Lista wojewodów
- 1973 (1975)–1980: Jan Lembas (PZPR)
- 1980–1982: Zbigniew Cyganik (PZPR)
- 1982–1984: płk Walerian Mikołajczak (PZPR)
- 1984–1990: Zbyszko Piwoński (PZPR)
- 1990–1993: Jarosław Barańczak (PChD)
- 1993–1997: Marian Eckert (SLD/SdRP)
- 1997–1998: Marian Miłek (AWS)